# 吉田宏一郎
吉田 宏一郎（よしだ こういちろう、1938年10月24日 - ）は、日本の海洋工学者。東京大学名誉教授。海洋構造工学が専門。

## 略歴
愛知県出身。東海高等学校卒。東京大学工学部船舶工学科卒。1966年工学博士（東京大学）取得。「構造物の塑性設計に関する研究」。東海大学教授、東京大学教授、海洋開発審議会委員、日本造船学会会長を経て、1999年より東京大学名誉教授。著書に「海洋工学の基礎知識」（成山堂書店）がある。日本造船学会論文賞、米国機械学会功労賞(ASME OMAE Achievement Award)、造船技術賞（吉識賞）、米国機械学会10論文賞(ASME OMAE 10 Papers Award)、米国機械学会特別感謝賞(ASME OMAE Special Appreciation Award)受賞。